# خبر (شهر)
خُبر شهریست  نفت خیز و در نزدیکی دمام و نزدیکترین شهر عربستان سعودی به کشور بحرین است و در کرانهٔ خلیج فارس واقع است. 
شهر خبر از شهرهای خواهر دمام و ظهران می‌باشد. این شهر دارای بندرگاه مهمی است که از آن کالاهای تجارتی به سوی کشور بحرین و سایر کشورهای منطقه برده می‌شود. همچنین شهر خبر دارای بازارهای گوناگون و تجارت کالاهای مختلف است.

## آثار تاریخی
در نزدیکی شهر مدرن خبر، آثار شهر قدیمی خبر به چشم می‌خورد. این آثار در ۶ کیلومتری مسجد سعد پسر ابی وقاص واقع شده‌است. همچنین آثار دو چاه آب به نام‌های «برکه الخلفاء» و «برکه أم جعفر» معروف است. این دو چاه دارای آب کمی هستند و آبشان بسیار شیرین است.

## جمعیت
جمعیت شهر خبر بیش از ۹۰۰ هزار نفر هستند که از اهل سنت و از شاخه مالکی هستند.

## بمب گذاری برجهای خبر
در ۲۵ ژوئن سال ۱۹۹۶ میلادی (۴ تیر ۱۳۷۵ خورشیدی) بر اثر انفجار یک کامیون بمب‌گذاری‌شده در پایگاه نیروهای آمریکایی در شهر خُبَر عربستان، ۱۹ سرباز آمریکایی کشته و حدود ۴۰۰ تن زخمی شدند. در ابتدا اف‌بی‌آی ایران را مسئول این بمب‌گذاری دانست امّا ویلیام پری، وزیر دفاع آمریکا، در زمان بیل کلینتون در سال ۲۰۰۷ اعلام کرد به این نتیجه رسیده‌اند که بمب‌گذاری کار القاعده بوده و نه ایران. وی هم‌چنین از برنامه‌هایی برای حمله به ایران در صورت اثبات دست داشتن ایران در این بمب‌گذاری خبر داد.
لکن در مرداد ۱۳۹۵ عادل الجبیر وزیر خارجه عربستان در اظهاراتی تازه، ایران را مسوول این انفجار معرفی کرد که سرلشکر شریفی از دوبی مسئول فرماندهی این عملیات بوده است.